# Vampire Dormitory
Vampire Dormitory (jap. ヴァンパイア男子寮 Vampire Danshiryō) ist eine Manga-Serie von Mangaka Ema Tōyama, die seit 2018 in Japan erscheint und in mehrere Sprachen übersetzt wurde. Der romantische Manga erzählt eine Liebesgeschichte zwischen einem Vampir und einem crossdressenden Mädchen.

## Inhalt
Die Waise Mito Yamato lebt auf der Straße und versucht sich mit kleinen Jobs durchzuschlagen. Sie verkleidet sich als Junge, weil ihr Leben so zumindest ein bisschen leichter ist. Da trifft sie zufällig auf den Vampir Ruka Saotome, der ihr ein Angebot macht: Er lässt Mito bei sich im Wohnheim leben und dafür kann Ruka regelmäßig Mitos Blut trinken. Das Mädchen stimmt zu, ohne dem Vampir ihr wahres Geschlecht zu verraten. Denn der verträgt eigentlich kein Blut von Frauen und beschwert sich auch über den bitteren Geschmack von Mitos Blut. So versucht sie nun täglich, nicht aufzufliegen, um ihren neu gewonnenen Lebensstandard nicht zu gefährden.

## Veröffentlichungen
Der Manga erscheint in Japan seit November 2018 im Magazin Nakayoshi. Dessen Verlag Kodansha veröffentlichte die Kapitel auch gesammelt in bisher zwölf Bänden. Eine deutsche Übersetzung von Yayoi Okada-Willmann wird seit November 2021 von Egmont Manga in bisher elf Bänden herausgegeben. Eine englische Fassung erscheint seit August 2019 beim amerikanischen Ableger von Kodansha, eine französische seit Juli 2020 bei Pika.